# LIDAX
Lidax es una empresa tecnológica especializada en ingeniería espacial. Fue fundada a principios del año 2000. Está especializada en el diseño y fabricación de equipos mecánicos avanzados que forman parte de sistemas complejos de vuelo y de instrumentos de observación de la Tierra (EarthCARE, Meteosat), de exploración planetaria (ExoMars), instrumentación astrofísica (el Telescopio Espacial James Webb, BepiColombo, PLATO o el Observatorio Espacial Mundial) y de telecomunicaciones. Sus actividades abarcan desde el diseño conceptual hasta la realización, pasando por la integración y las pruebas, tanto para satélites como para instrumentación astronómica (OGSE y MGSE).
Los ingenieros y el personal técnico representan prácticamente el 90% de la plantilla de la empresa. Lidax también dispone de un laboratorio especializado, llamado SmartLab, para realizar pruebas de mecanismos espaciales y subsistemas. En el SmartLab puede medirse el rendimiento de los mecanismos en diferentes condiciones ambientales, llevándose a cabo pruebas con metrología óptica en condiciones de vacío, criogenia y altas temperaturas.
La compañía tiene su sede en Paracuellos de Jarama, cerca del Aeropuerto de Madrid-Barajas, España. El centro de trabajo está cerca del Instituto Nacional de Técnica Aeroespacial (INTA, en inglés: National Institute of Aerospace Technology), y de otras empresas del sector espacial, tales como EADS CASA Espacio (parte del grupo Astrium).
Desde 2014, Lidax forma parte del consorcio SUMA Aerospace, creado junto con otras tres empresas para convertirse en una organización reconocida a nivel internacional en el diseño, fabricación, comercialización y mantenimiento de equipos electromecánicos para el sector aeronáutico.

## Áreas de actividad
Las actividades de Lidax se centran principalmente en las siguientes áreas:
- Instrumentación Espacial: desarrollo de instrumentación espacial innovadora, como por ejemplo, instrumentos que operan en criogenia, instrumentos de infrarrojo lejano e instrumentos robóticos para la exploración. En concreto, uniones de planos focales, monturas ópticas para telescopios espaciales, espectrómetros y espejos plegables activos.

- Sistemas espaciales y componentes: tales como mecanismos de despliegue, engranajes espaciales de lubricación en seco, uniones térmicas flexibles cualificadas, mecanismos de sujeción y suelta, hexápodos M2, actuadores lineales submicrométricos criogénicos, plataformas submicrométricas X-Y.

- Instrumentos on-ground: componentes de instrumentos científicos innovadores, tales como instrumental para telescopios –simuladores de la atmósfera y de telescopios para nuevos métodos ópticos adaptativos– y aceleradores de partículas –componentes o mecanismos estructurales para módulos resistentes a la criogenia–, entre otros.

## Principales proyectos
- Simulador del telescopio para MIRI (MTS). Espejos plegables activos, un OGSE criogénico para el instrumento infrarrojo del Telescopio Espacial James Webb.[1]
- Diseño opto-mecánico preliminar y estudio de viabilidad. Espectrómetro RAMAN-LIBS para ExoMars.
- Diseño y construcción de un simulador atmosférico para estudios ópticos adaptativos del Gran Telescopio de Canarias WHT y OGS Instituto de Astrofísica de Canarias.[2]
- Diseño y construcción del plano focal del Espectrógrafo del Mercury X-Ray (MIXS) para la misión BepiColombo.

- Diseño preliminar de un plano focal con CCD múltiple para la nave espacial PLATO (nave espacial).[3][4]
- Estudio metodológico sobre mediciones sub-micrométricas en ambientes de criogenia para la instrumentación infrarroja.
- Desarrollo de actuadores sub-micrométricos y unidades de traducción para entornos criogénicos.
- Desarrollo de una familia de engranajes planetarios para el espacio destinados al mercado SatCom.[5]